# St Julian’s Tower

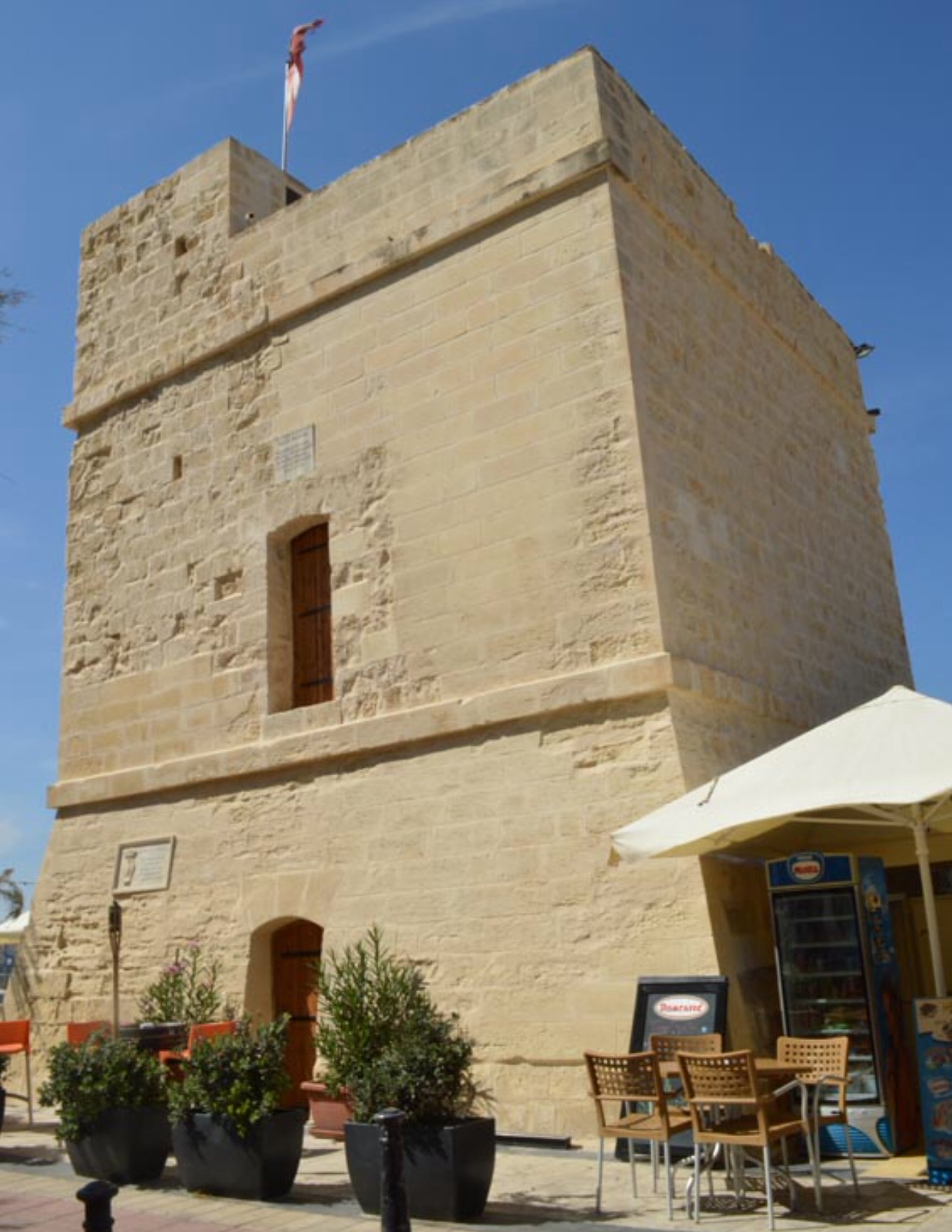
St Julian’s Tower

Der St Julian’s Tower (maltesisch Torri ta’ San Ġiljan), ursprünglich italienisch Torre di San Giuliano, auch Sliema Tower (maltesisch Torri tas-Sliema), ist ein ehemaliger Wachturm in der maltesischen Stadt Sliema auf der Insel Malta. Das Bauwerk wurde 1658 unter der Herrschaft des Großmeisters Martin de Redin als fünfter der De-Redin-Türme errichtet. Im Jahr 1715 wurde eine Artilleriestellung hinzugefügt. Der Turm dient heute als Restaurant, die Artilleriestellung wurde zu einer Terrasse umgestaltet. Er ist unter der Nummer 1383 im National Inventory of the Cultural Property of the Maltese Islands aufgeführt und steht als Grade-1-Bauwerk unter Denkmalschutz.

## Beschreibung
Das Erdgeschoss des Turmes hat die Form eines Pyramidenstumpfes, darüber verlaufen die Mauern nahezu senkrecht. Im Erdgeschoss befand sich in der Zeit der Benutzung als Wachturm ein Lagerraum, im ersten Stockwerk lagen die Unterkünfte für die Turmbesatzung. Der Zugang zu diesem Stockwerk erfolgte über eine einziehbare, hölzerne Leiter. Von diesem Stockwerk erfolgte auch über eine teilweise in die Wand eingebaute Wendeltreppe der Zugang zum Dach. Dieses war mit einer niedrigen Brustwehr versehen, über die die dort aufgestellte Kanone feuern konnte. Von hier aus konnten bei Tag und Nacht optische Signale gegeben werden. Eine Öffnung im Dach diente der Belüftung.
Ab dem Jahr 1715 umgab eine halbkreisförmige Küstenbatterie die seeseitige Fassade des Turms. Sie bestand aus einer Brustwehr mit vier Zinnen, die an den Seiten mit Barbetten versehen war. Die Batterie war von einer freistehenden Wand und einem Redan umgeben, die mit Schießscharten versehen und teilweise durch einen aus dem Felsen gehauenen Graben geschützt waren. Diese Befestigung steht nicht mehr, Brustwehr und Zinnen wurden abgetragen und durch eine moderne Begrenzungsmauer ersetzt.

## Geschichte
Während der Erhebung der Malteser gegen die französische Besatzung 1798 nahmen Aufständische unter der Führung von Vincenzo Borg den St Julian’s Tower und die umgebende Küstenbatterie ein. Die Artilleriegeschütze wurden später in andere von den Aufständischen kontrollierte Befestigungsanlagen verlegt, um die Franzosen in Valletta unter Beschuss zu nehmen.